# Фетиш живота

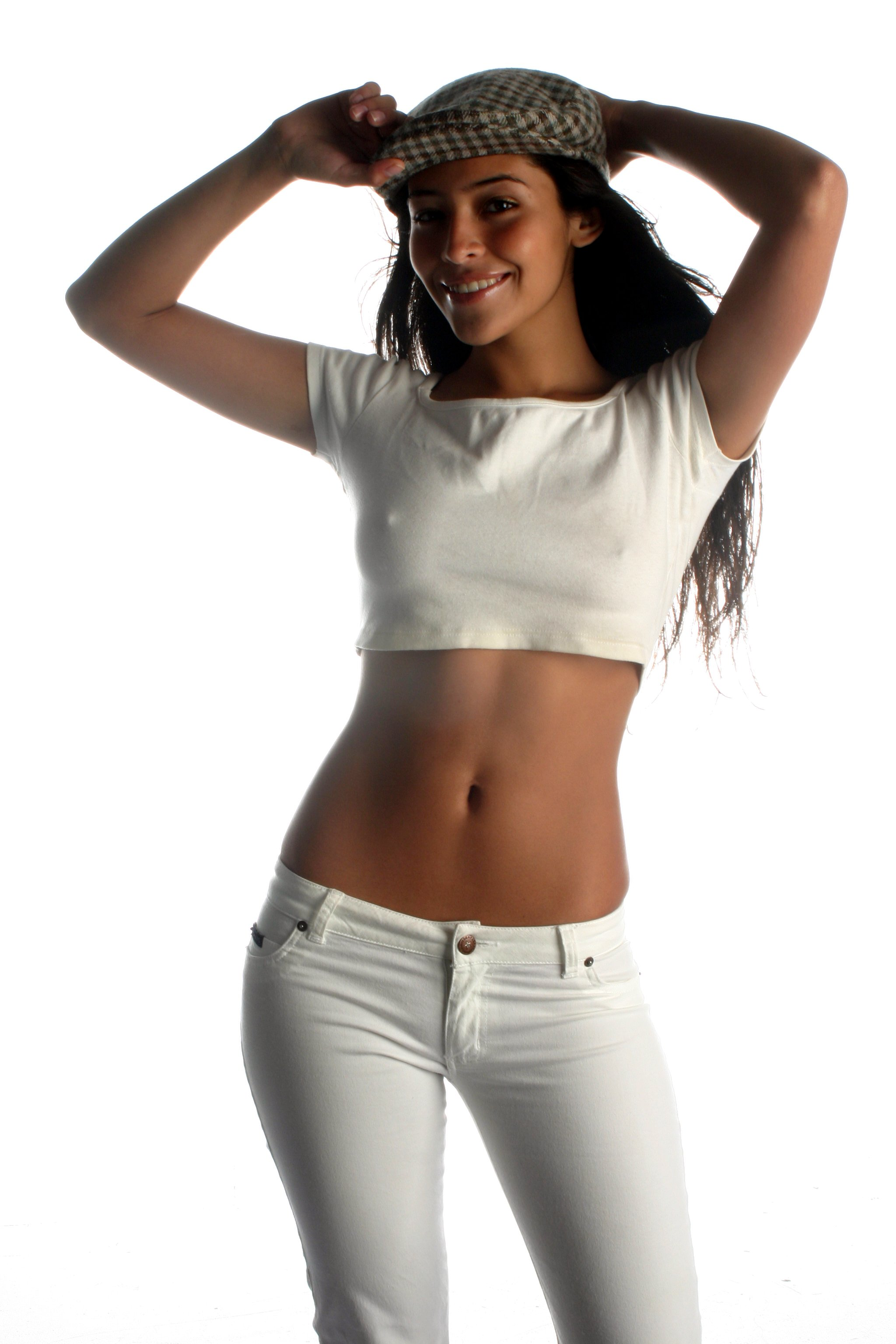
Жінка, що оголює свій живіт

Фетиш живота (також відомий як фетиш шлунка або альвінолагнія) — це пристрасть, при якому індивід відчуває сексуальний потяг до живота

## Опис
Живіт широко вважається ерогенною областю, що означає, що він містить багато нервових закінчень, які роблять його чутливим до різних відчуттів. таким чином, фетиш на животі зазвичай збігається із сексуальними діями, пов'язаними з животом, включаючи, але не обмежуючись цим, натискання на живіт партнера, торкання/ розтирання області живота, використання секс-іграшок та інших предметів (наприклад, їжі, свічок, льоду, пір'я, масажних масел) для стимуляції області живота, розтирання однією рукою іншою.притискаючись животом до живота партнера, або облизуючи або посмоктуючи пупок. з цієї причини фетишизм живота (альвінолагнія) часто співіснує з фетишизмом пупка (альвінофілія). загалом, фетиш живота є формою пристрасті.